# Mamasunción
Mamasunción es un cortometraje de Chano Piñeiro, rodada en 1984 en 35 mm.[cita requerida]

## Datos generales
El cortometraje se rodó después de que Piñeiro fundase su productora cinematográfica, Piñeiro SA (más tarde conocida como Bubela SL). El rodaje tuvo lugar en las aldeas de Baíste y Rubillón, en el ayuntamiento de Avión.
El film se estrenó en Galicia el 28 de diciembre de 1984 en Vigo, y consiguió atraer la atención de diversos festivales internacionales. Previamente había ganado los premios más importantes en Bilbao. El 25 de julio de 1985 la TVG comenzó su primera emisión con Mamasunción.
- Datos: Q3285861